# Нилски гимнарх
Нилски гимнарх (Gymnarchus niloticus) е вид лъчеперка от семейство Gymnarchidae. Видът не е застрашен от изчезване.

## Разпространение и местообитание
Разпространен е в Бенин, Буркина Фасо, Гана, Египет, Етиопия, Камерун, Кения, Кот д'Ивоар, Мавритания, Мали, Нигер, Нигерия, Сенегал, Того, Централноафриканска република, Чад и Южен Судан.
Обитава сладководни басейни и реки.

## Описание
На дължина достигат до 1,7 m, а теглото им е максимум 18,5 kg.